# Adolf Hafner
Adolf Hafner (* 5. Jänner 1926 in Wien; † 23. April 2019 ebenda) war ein österreichischer Eishockeyspieler.

## Karriere
Adolf Hafner spielte während seine Karriere für die Wiener EG, für Heumarkt, für Strassenbahn Wien, für den WEV und für den EK Engelmann Wien. Während seiner Karriere wurde er mit verschiedenen Mannschaften mehrfach Österreichischer Meister.
International spielte er für die österreichische Eishockeynationalmannschaft
- bei den Olympischen Winterspielen
  - 1948[2]
  - 1956

und
- bei den Eishockey-Weltmeisterschaften
  - 1947, wo er mit der Mannschaft die Bronzemedaille gewann[2],
  - B-WM 1951 bis 1953 und 1955